# Vanessa (vlinders)
Vanessa is een geslacht van vlinders in de onderfamilie Nymphalinae. De wetenschappelijke naam van het geslacht werd voor het eerst gepubliceerd door Johann Christian Fabricius in 1807.

## Kenmerken
Kenmerkend voor deze vlinders zijn de oranje vleugels, waarbij aan de top van de voorvleugels zich een zwarte driehoek met witte vlekken bevindt.

## Soorten
Benelux:
- Vanessa atalanta (Linnaeus, 1758) - Atalanta
- Vanessa cardui (Linnaeus, 1758) - Distelvlinder

Buiten de Benelux:
- Vanessa abyssinica (Felder & Felder, 1867), voorkomend in Afrika
- Vanessa altissima (Rosenberg en Talbot, 1914), in Ecuador en Peru
- Vanessa annabella Field, 1971, wordt in de Verenigde Staten West Coast Lady genoemd. Ze heeft geen duidelijke oogvlekken aan de onderzijde. Aan de bovenzijde mist deze soort de karakteristieke witte stippen. De vleugels zijn helderder oranje dan bij V. virginiensis en V. cardui.
- Vanessa braziliensis (Moore, 1883), in Zuid-Amerika
- Vanessa buana (Fruhstorfer, 1898), in Zuidoost-Azië
- Vanessa carye (Hübner, 1812), in Zuid-Amerika
- Vanessa dejeanii Godart, 1823, in Azië
- Vanessa dilecta Hanafusa, 1992, in West-Timor
- Vanessa dimorphica (Howarth, 1966), in tropisch Afrika
- Vanessa gonerilla (Fabricius, 1775), in Nieuw-Zeeland
- Vanessa hippomene (Hübner, 1823), in Zuid-Afrika
- Vanessa indica (Herbst, 1794), in Azië
- Vanessa itea (Fabricius, 1775), uit Australië en Nieuw-Zeeland; wordt de Yellow Admiral genoemd.
- Vanessa kershawi (McCoy, 1868), uit Australië; wordt ook wel Australian Painted Lady genoemd. Ze onderscheidt zich van de distelvlinder door onder meer drie of vier blauwe oogvlekken op de achtervleugel. Ze drinkt vooral nectar van Ammobium alatum.
- Vanessa madegassorum (Aurivillius, 1899) in Madagaskar
- Vanessa myrinna (Doubleday, 1849), in Zuid-Amerika
- Vanessa samani (Hagen, 1895), op Sumatra
- Vanessa tameamea (Eschscholtz, 1821), op Hawaï
- Vanessa terpsichore Philippi, 1859, in Chili
- Vanessa virginiensis (Drury, 1873), uit Noord-Amerika; wordt daar American Painted Lady genoemd. Ze heeft twee grote oogplekken op de onderzijde, waar de distelvlinder vier kleine oogvlekken heeft.
- Vanessa vulcania Godart, 1819 - Canarische atalanta, komt voor op de Canarische Eilanden en werd voorheen als een ondersoort van Vanessa indica beschouwd.

Fossielen:
- Vanessa amerindica Miller & Brown, 1989[2]
- Vanessa atovina Heer, 1850
- Vanessa karaganica Nekrutenko, 1969[3]

Status onduidelijk:
- Vanessa ardea Fruhstorfer
- Vanessa chinganensis Kleinschmidt, 1929
- Vanessa dulcinea Sheljuzhko, 1960

## Afbeeldingen

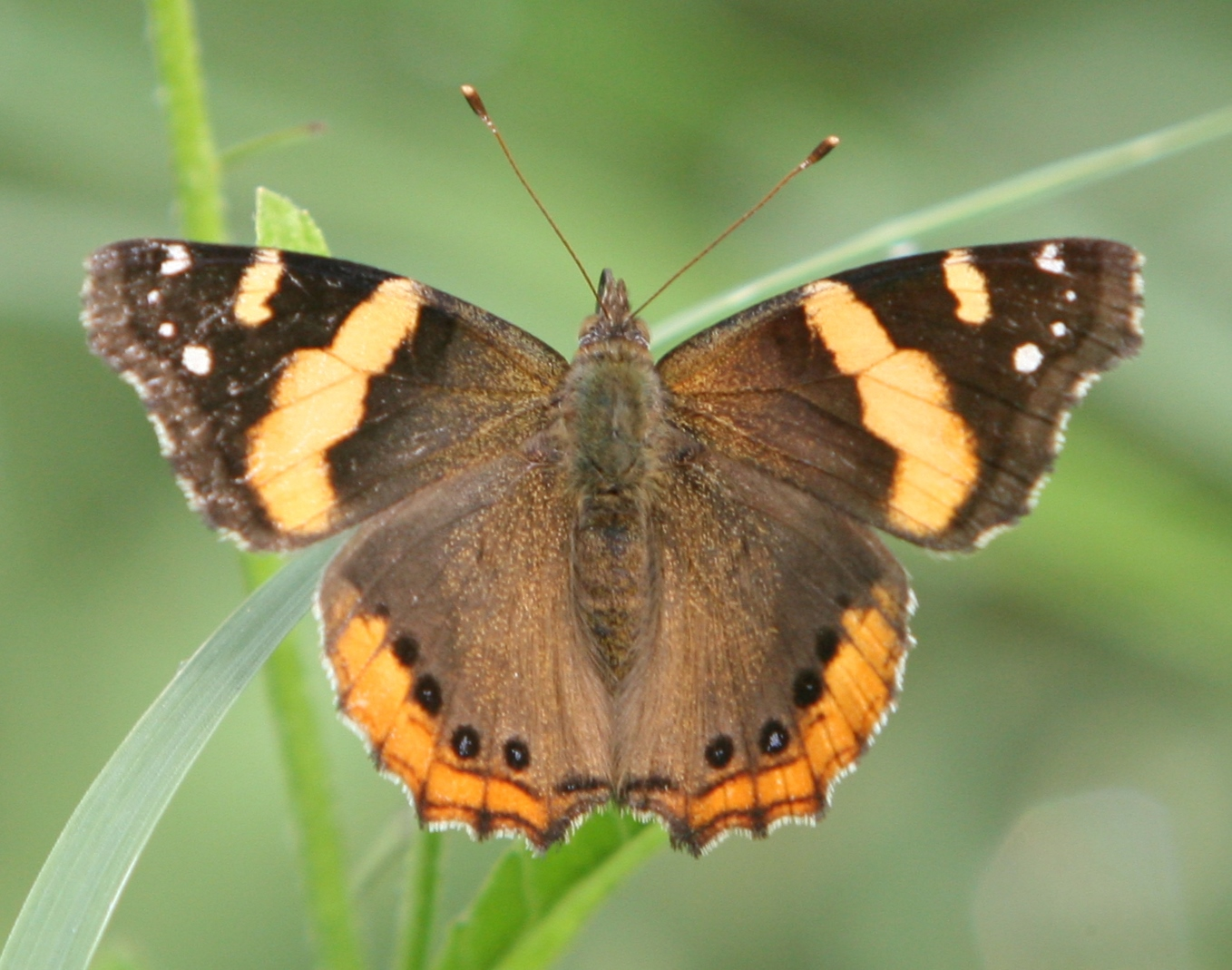
Vanessa abyssinica
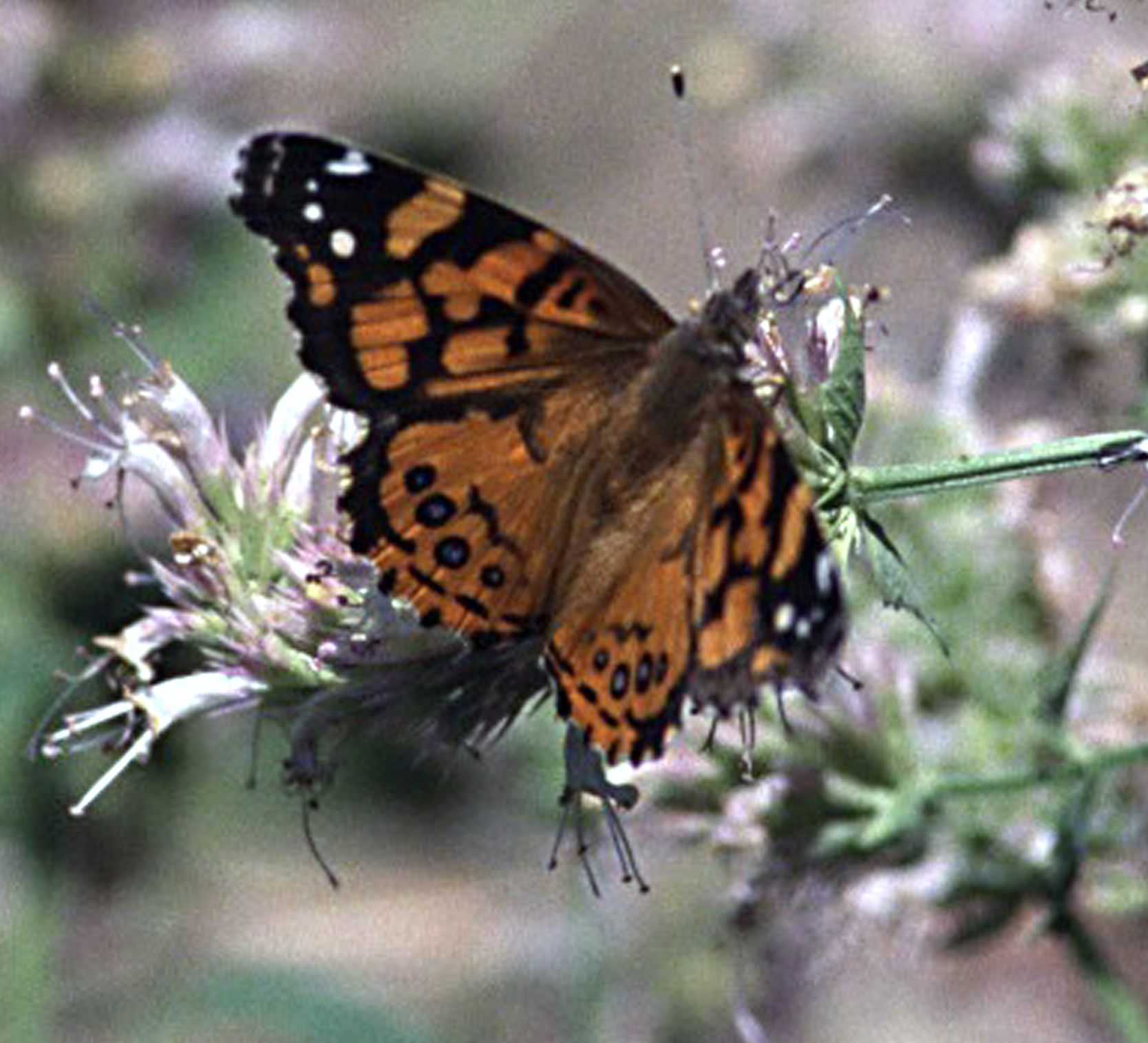
Vanessa annabella
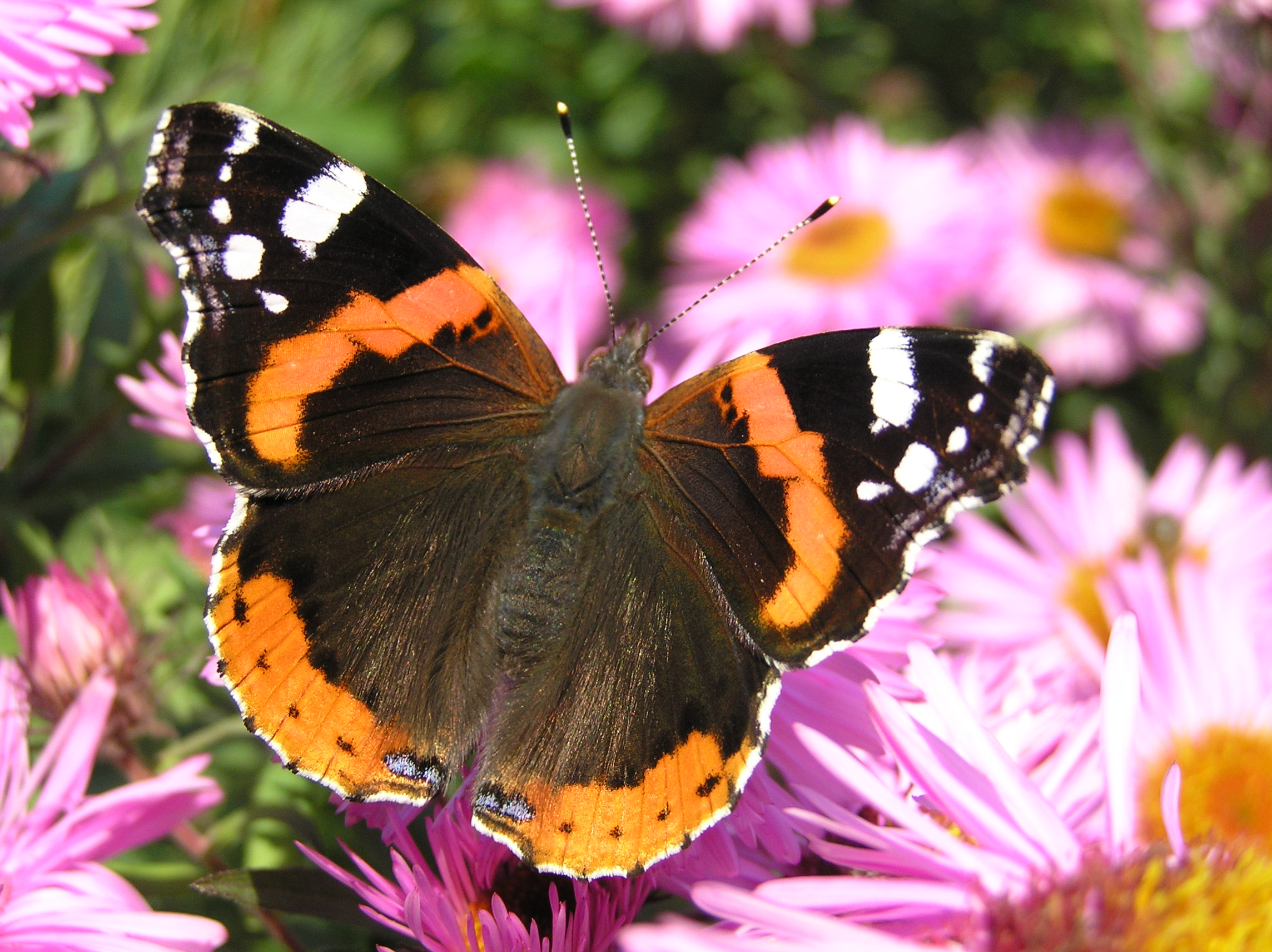
Vanessa atalanta
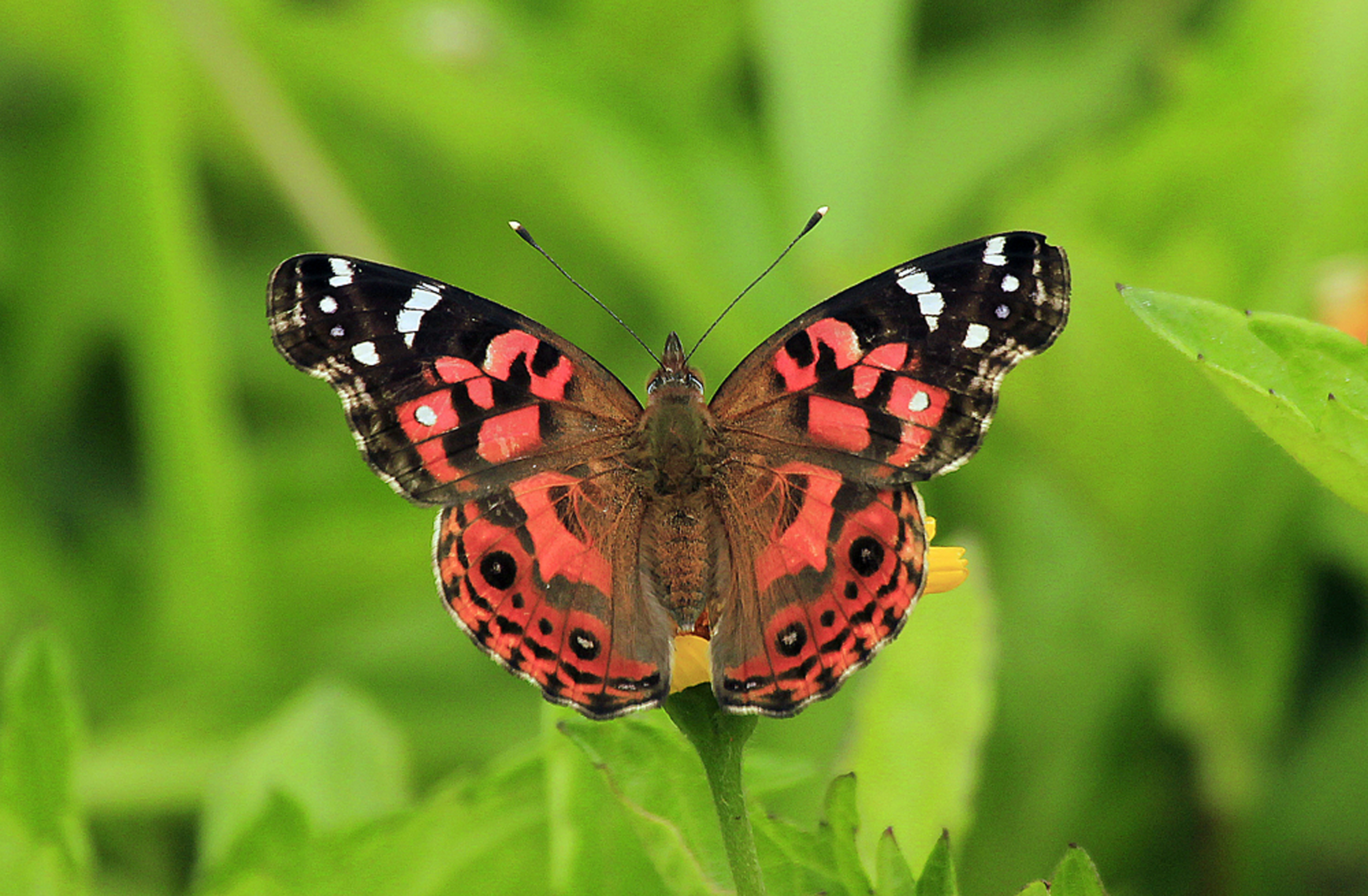
Vanessa braziliensis
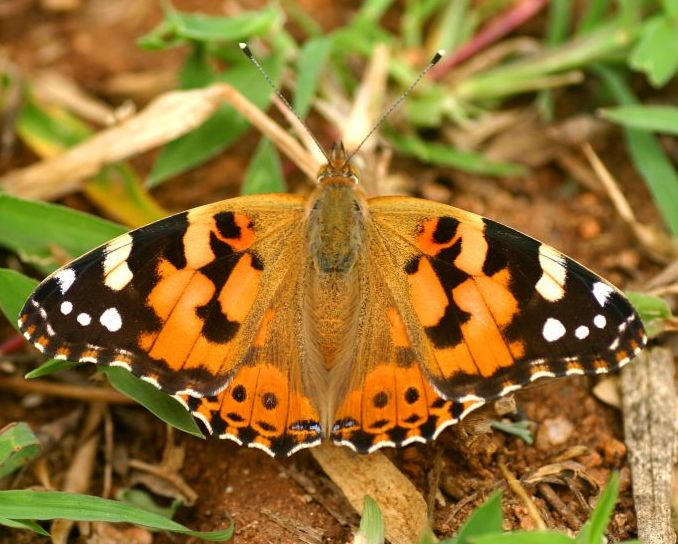
Vanessa cardui
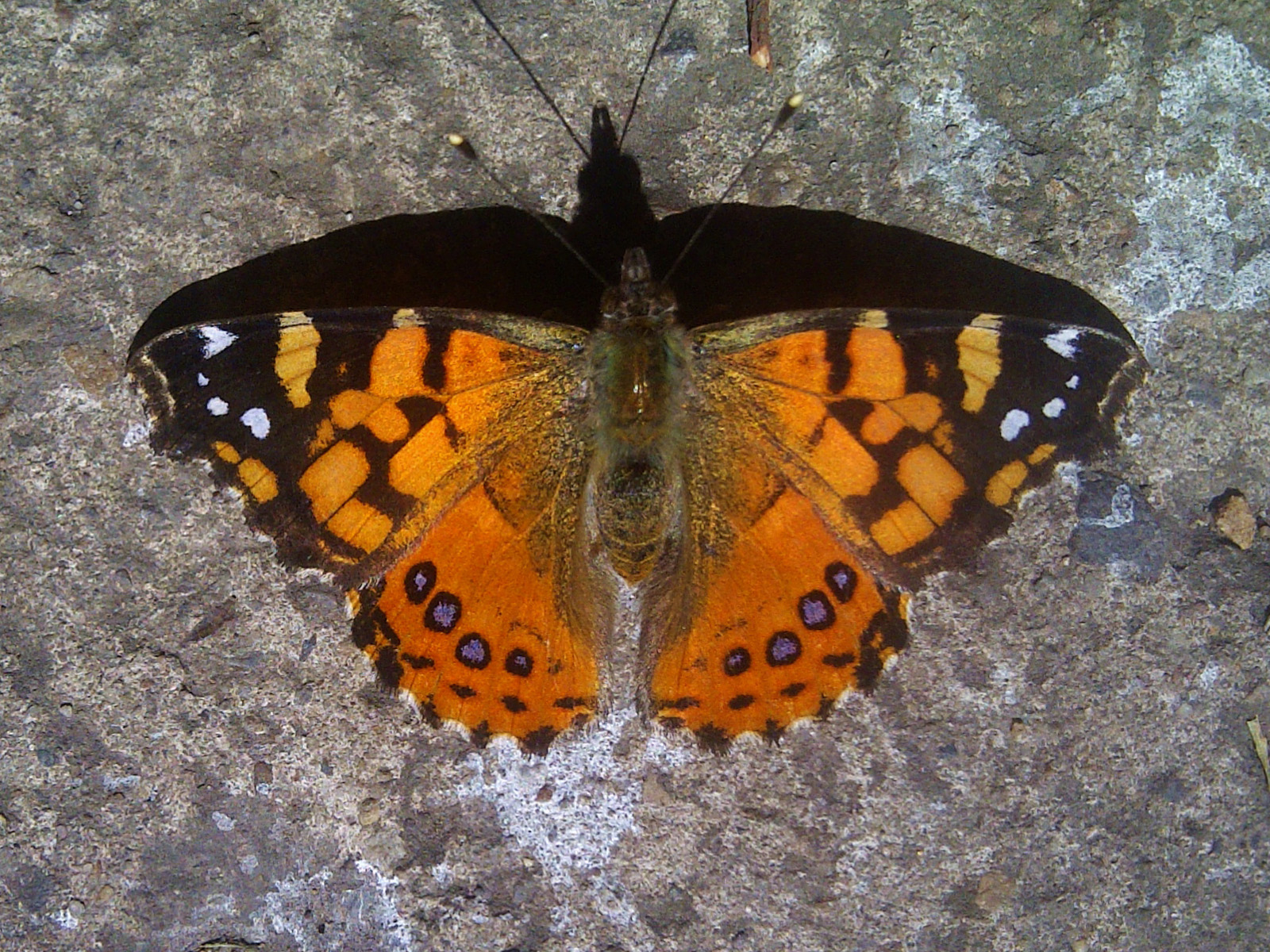
Vanessa carye
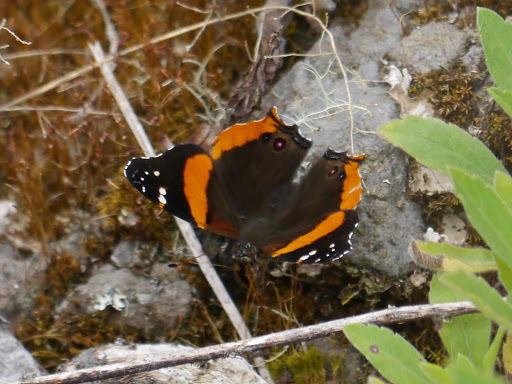
Vanessa dimorphica
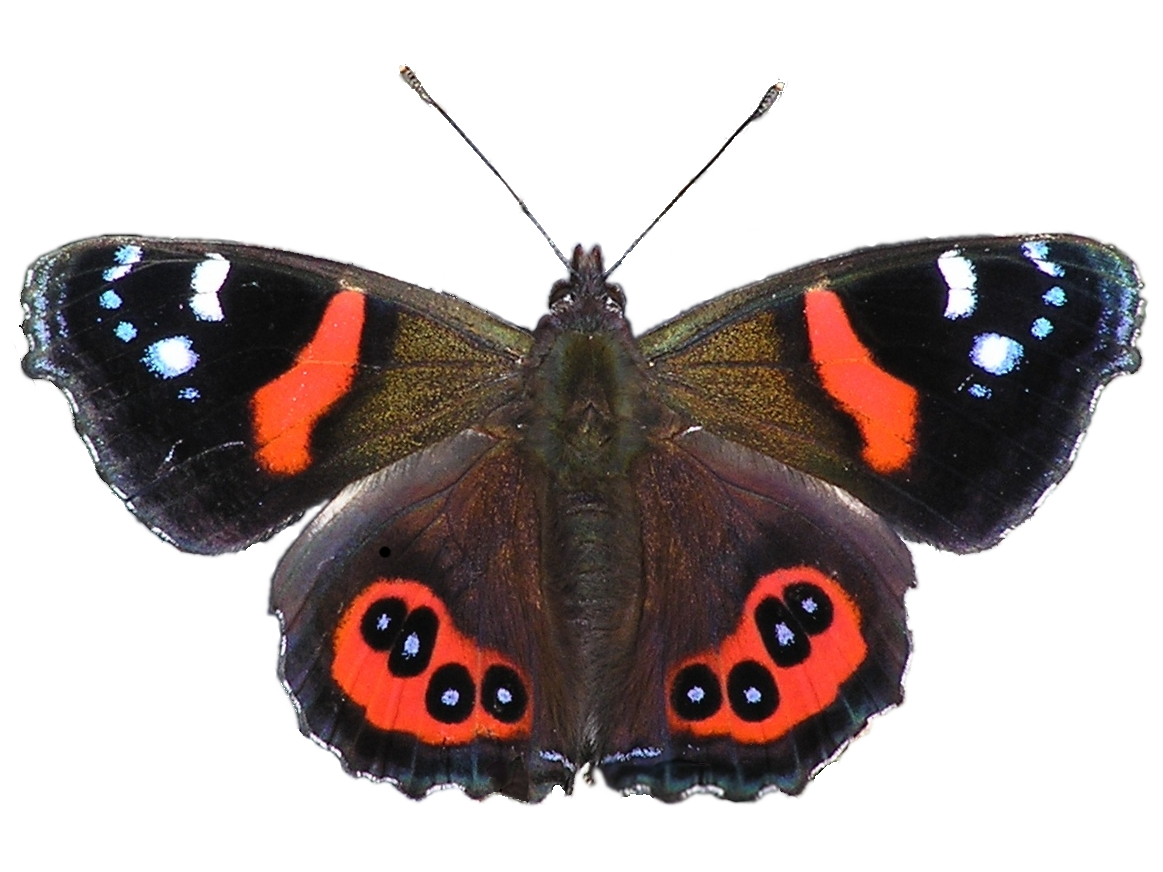
Vanessa gonerilla
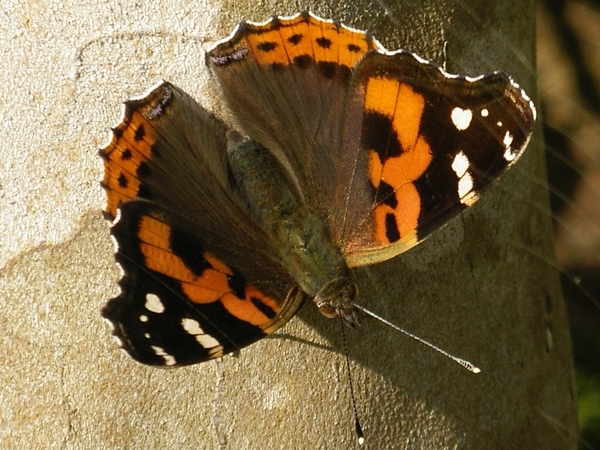
Vanessa indica
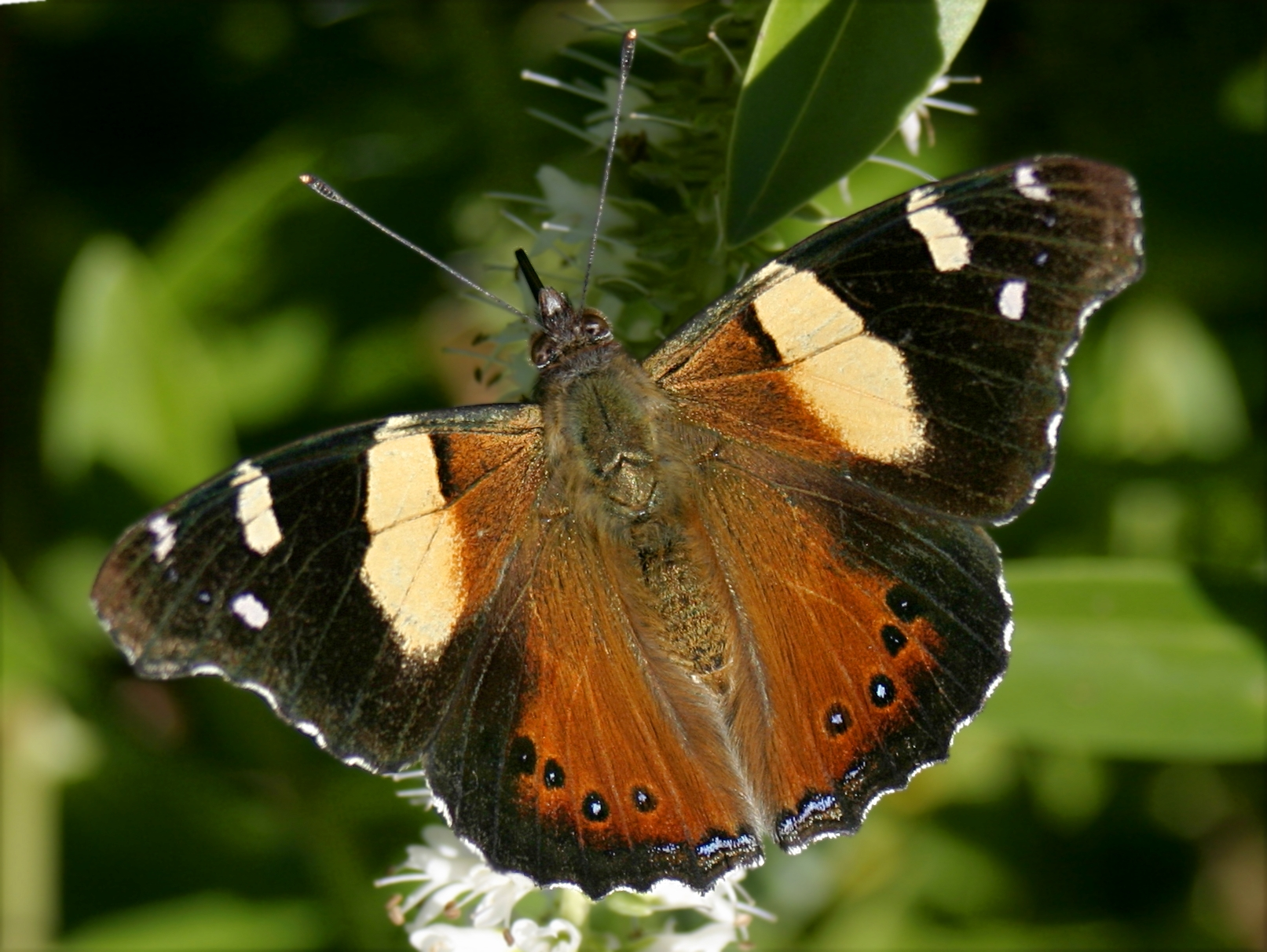
Vanessa itea
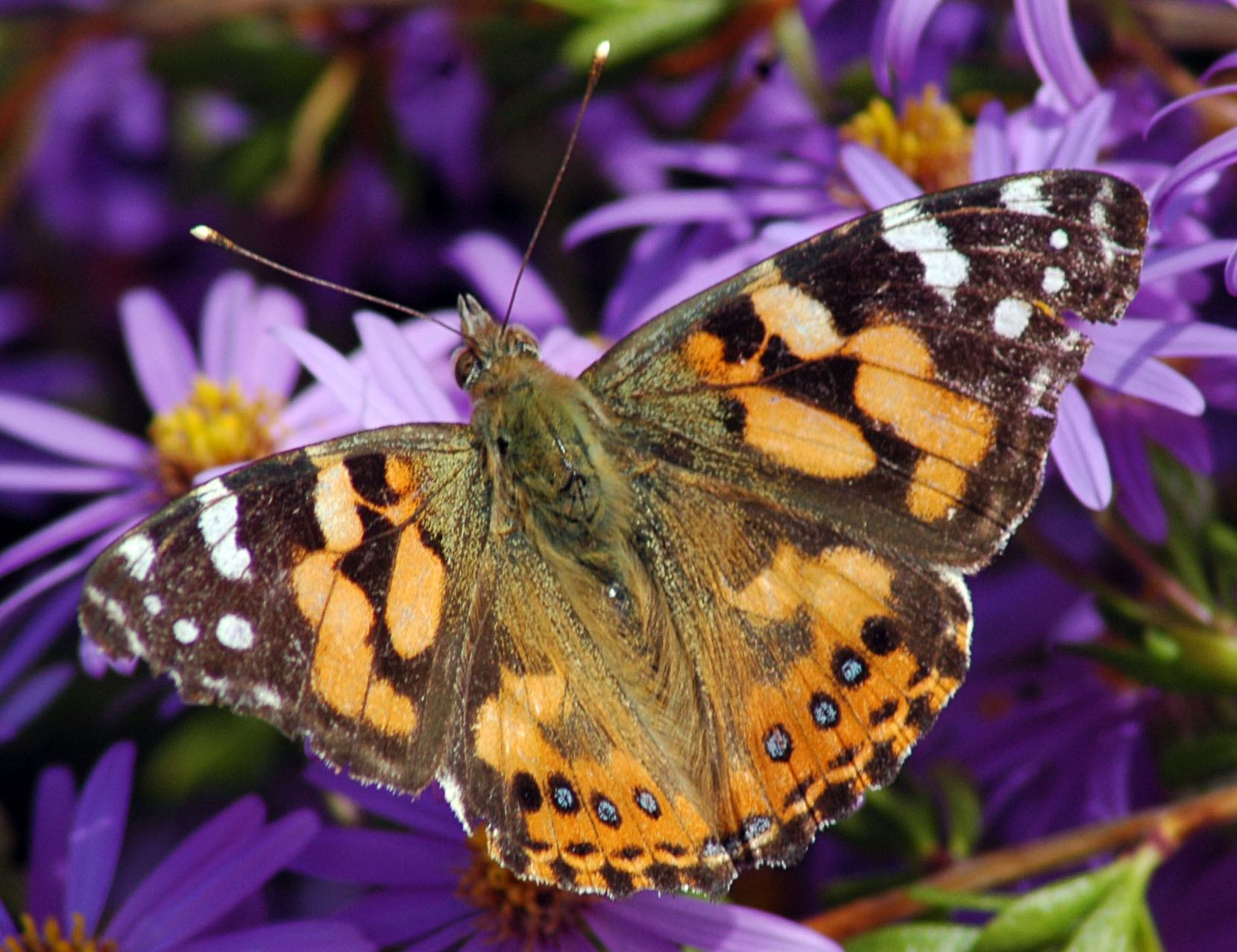
Vanessa kershawi
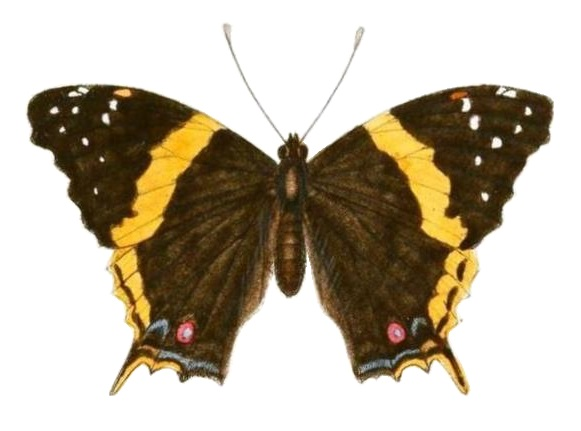
Vanessa madegassorum
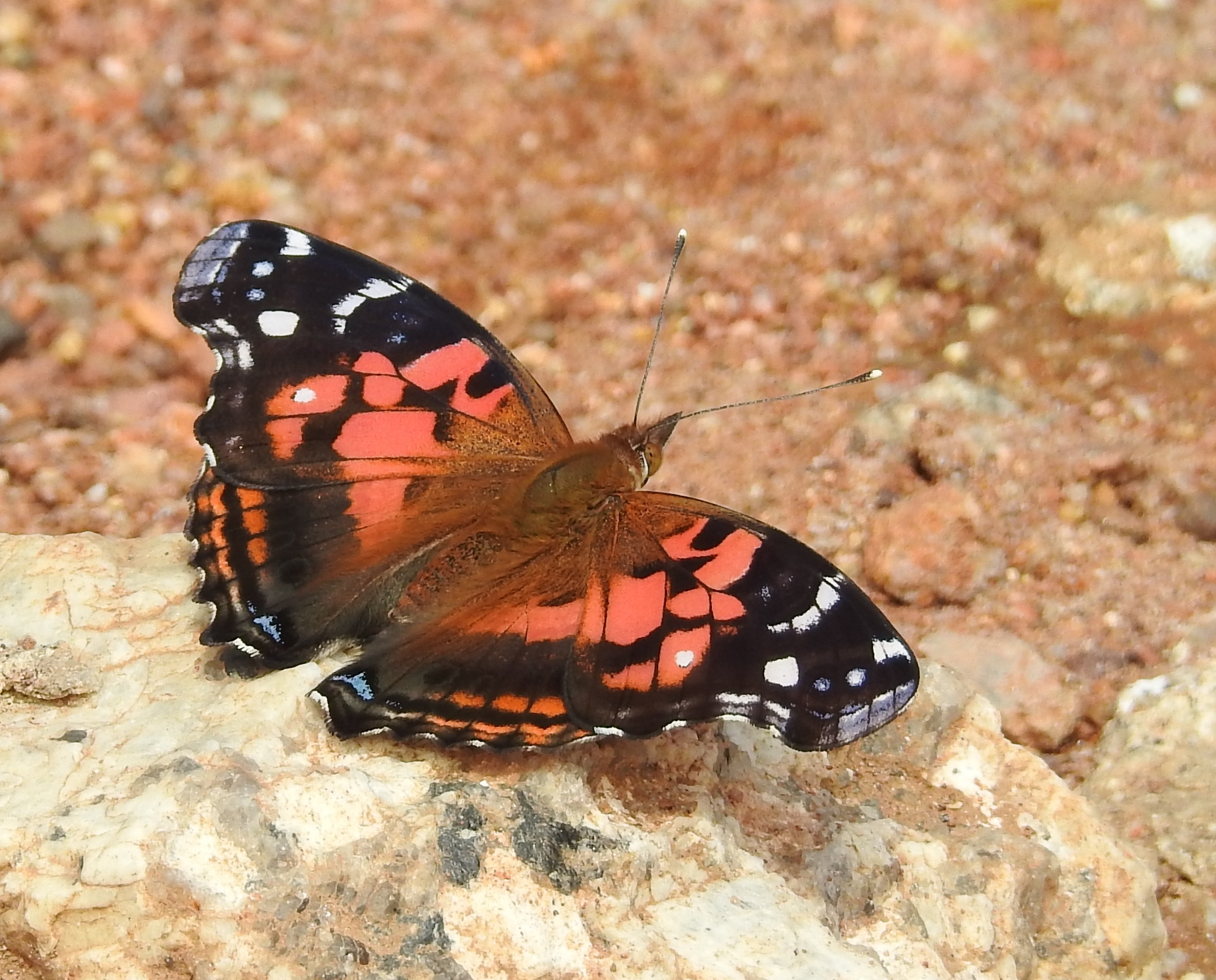
Vanessa myrinna
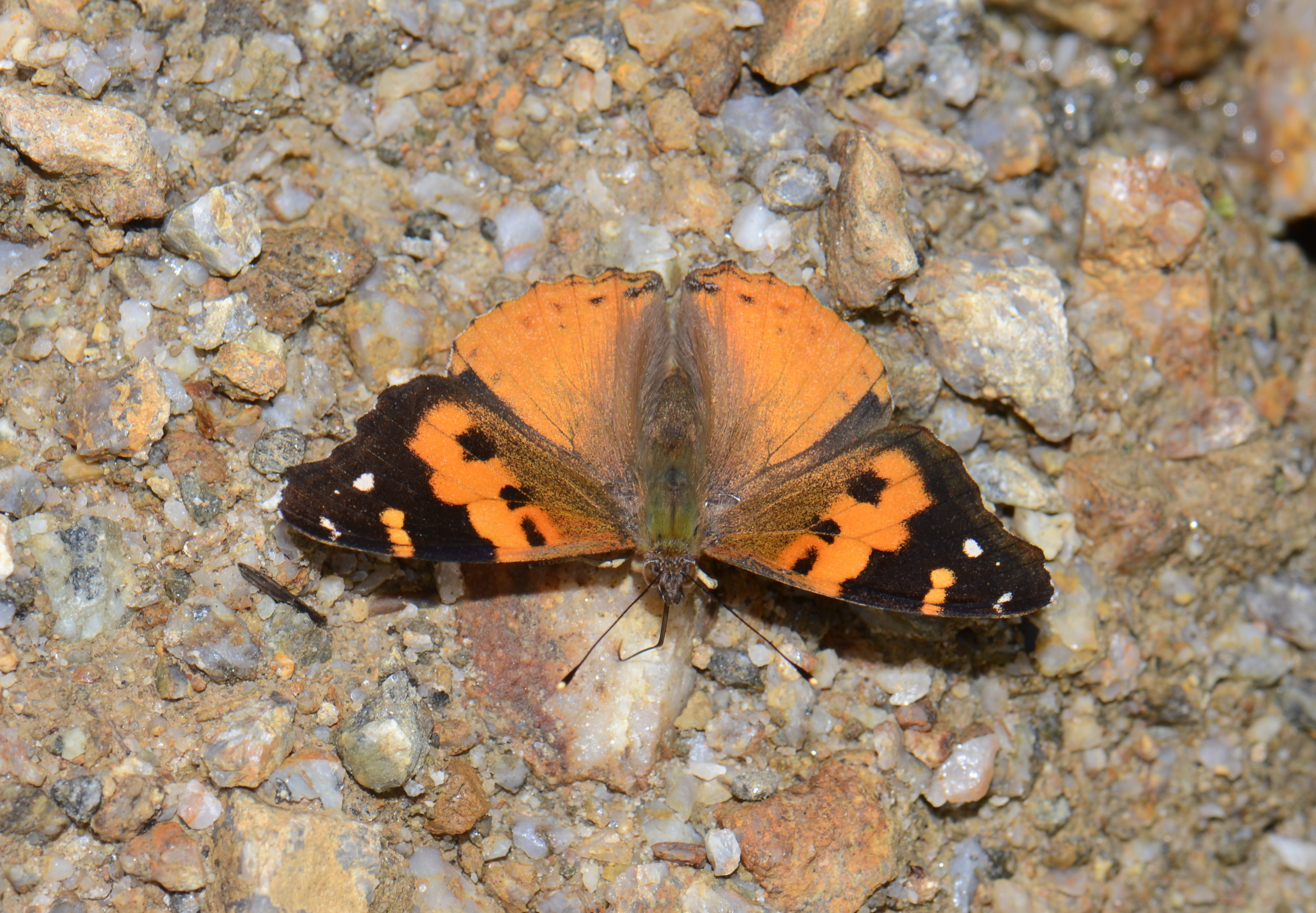
Vanessa samani
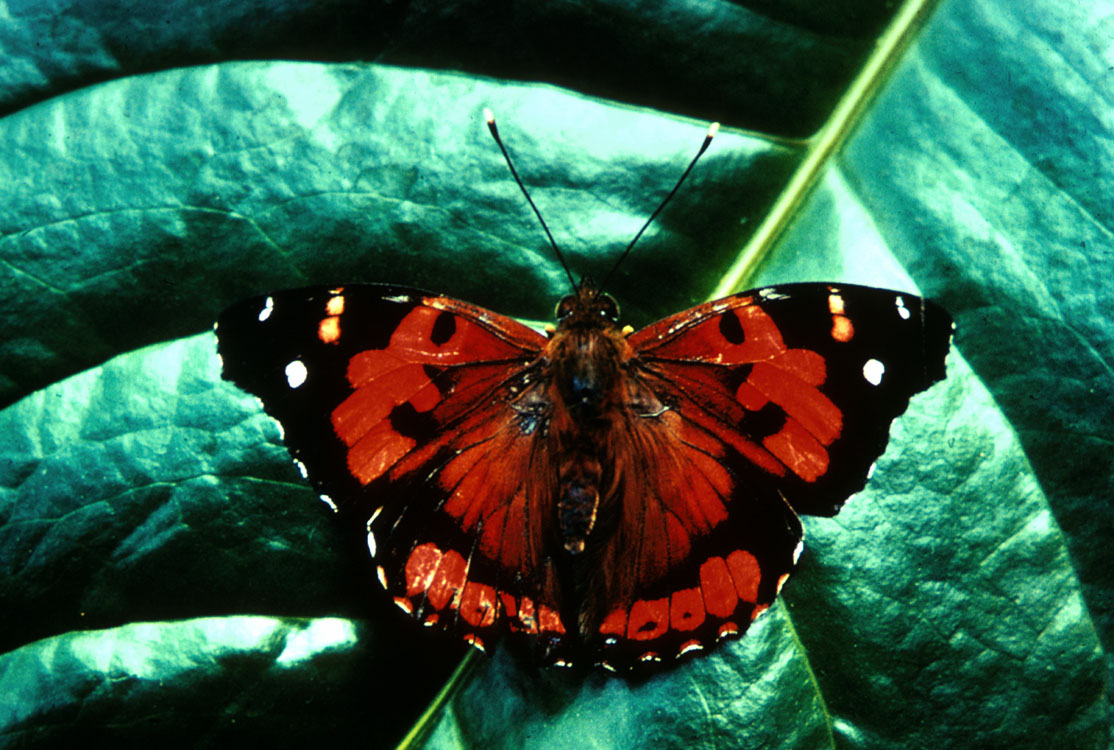
Vanessa tameamea
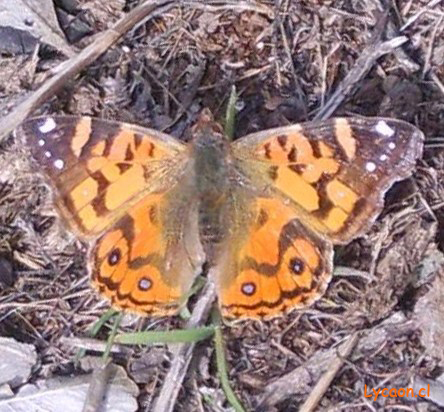
Vanessa terpsichore
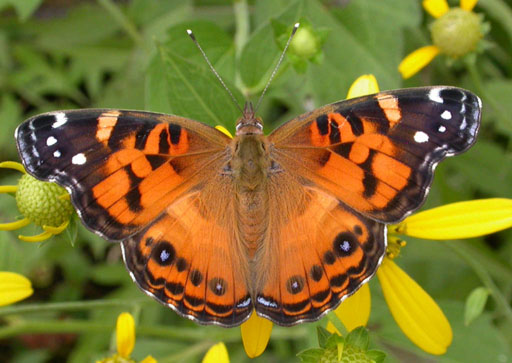
Vanessa virginiensis
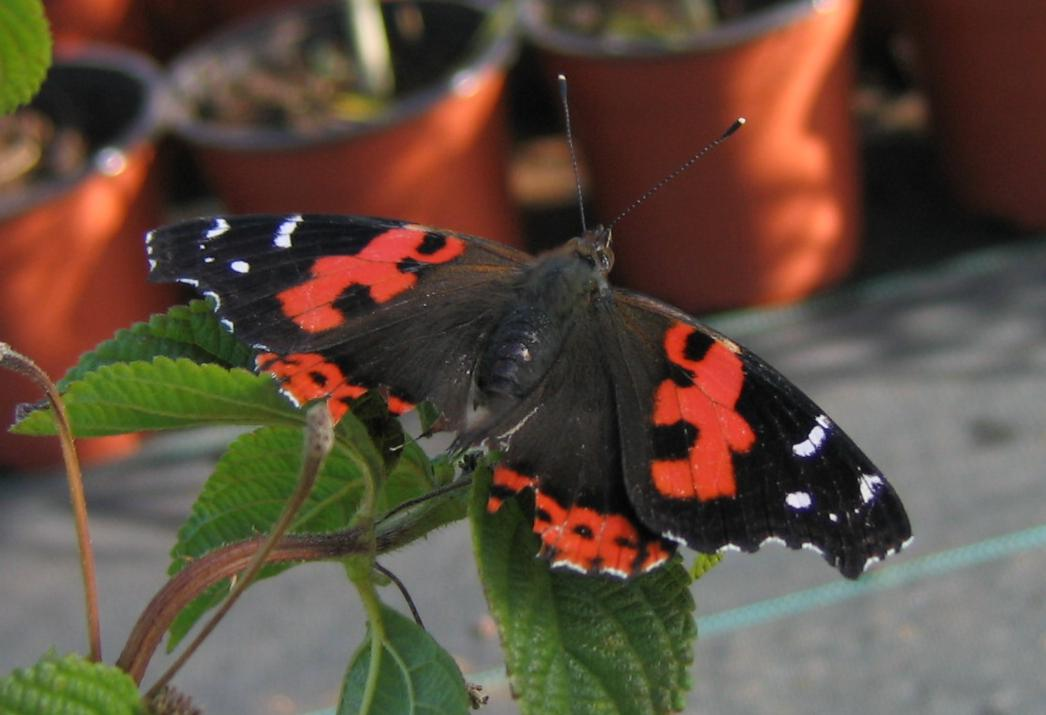
Vanessa vulcania